# Tumidifrontia
Tumidifrontia is een geslacht van vlinders van de familie uilen (Noctuidae), uit de onderfamilie Amphipyrinae.

## Soorten
- T. castaneotincta Hampson, 1902
- T. roseitincta Hampson, 1918